# O Anjo Caído
O Anjo Caído – em francês, L'Ange déchu – é uma pintura do artista francês Alexandre Cabanel. Foi pintada em 1847, quando o artista tinha 24 anos, e representa Lúcifer após sua queda do paraíso.
A pintura faz parte do acervo do Museu Fabre em Montpellier, França e não está à venda.

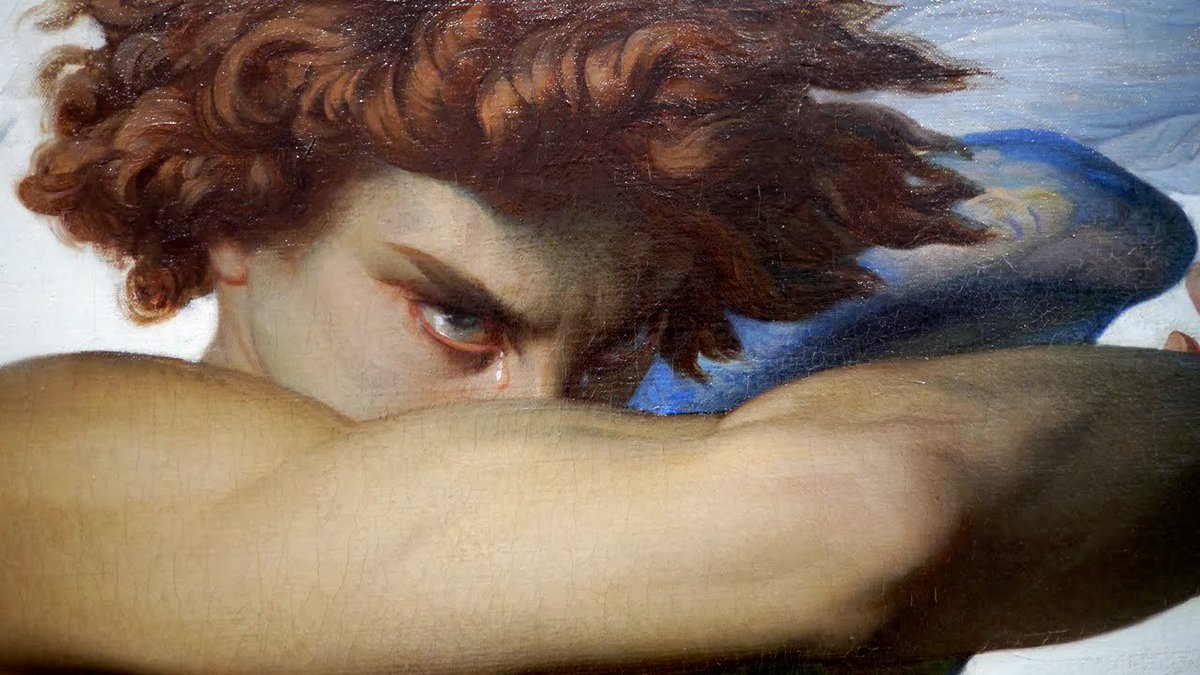
Detalhe no olhar de ódio e tristeza de Lúcifer, com uma única lágrima em seu rosto